# Алекса Терзић
Алекса Терзић (Београд, 17. август 1999) српски је фудбалер, који тренутно наступа за Ред бул Салцбург.

## Каријера
Терзић је свој фудбалски пут започео у млађим категоријама ОФК Младеновца. Године 2010. прешао је у Црвену звезду, где је потом прошао све узрасте. Свој први професионални уговор са клубом потписао је у новембру 2016, да би се наредне године нашао међу играчима које је генерални директор, Звездан Терзић, означио најперспективнијим у Звездиној школи. Он је, потом, у сезони 2017/18. лиценциран за званична такмичења у сениорској конкуренцији, али је до краја календарске 2017. наступао за омладинце. Почетком наредне године Терзић је прошао комплетне припреме са првим тимом, а потом и уступљен Графичару до краја такмичарске године. Забележивши 10 наступа у српској лиги Београда, Терзић се вратио у екипу Црвене звезде лета исте године. Током припрема за нову сезону, а услед боравка Милана Родића на Светском првенству у Русији са репрезентацијом Србије, Терзић је минутажу на позицији левог бека делио са Стефаном Хајдином. Изостављањем Хајдина са списка лиценцираних играча у квалификацијама за Лигу шампиона у сезони 2018/19, Терзић је на исти уврштен као други избор на својој позицији. Пропустивши обе утакмице против Спартакса из Јурмале у оквиру првог кола, Терзић је свој дебитантски наступ за први тим Звезде уписао на отварању Суперлиге Србије за сезону 2018/19, против екипе Динама из Врања.
Терзић је 13. јуна 2019. године напустио Црвену звезду и потписао уговор са Фјорентином. Сезону 2020/21. је провео на позајмици у друголигашу Емполију, након чега се вратио у Фјорентину.

## Репрезентација
Терзић је за репрезентацију Србије у узрасту до 16 година старости наступио 3. марта 2015, ушавши у игру у другом полувремену сусрета са Словенијом. У октобру исте године, Терзић је дебитовао за кадетски тим Србије у првом колу квалификација за европско првенство против Луксембурга. За ову селекцију наступао је до маја наредне године, када је уврштен на списак играча за завршни турнир. Терзић је у септембру 2016, Терзић је прикључен селекцији играча годину дана старијег узраста на меморијалном турниру „Стеван Ћеле Вилотић”, где је дебитовао на отварању, против Сједињених Америчких Држава. Такође, 29. новембра те године Терзић је постигао погодак на свом првом наступу за екипу Србије до 18 година старости, против Црне Горе. Након доласка Милана Обрадовића на место шефа стручног штаба омладинске селекције, Терзић се нашао у тиму током елитне рунде квалификација за Европско првенство 2017. године. У овом узрасту, Терзић је такође постигао један погодак.

## Начин игре
Терзић је у млађим узрастима најчешће наступао у нападу, те је у Црвену звезду доведен као опција на тој позицији. Најпре је конкурисао вршњаку Дејану Јовељићу у врху напада, па је једне сезоне постигао 24 поготка наспрам Јовељићевих 22 у тој генерацији, а касније померен на крило. У једној од селекција, тадашњи тренер, Марко Митровић, Терзића је вратио у одбрану, на позицију левог бека, на којој је наставио да игра и код Огњена Коромана. Иако атипичне висине за позицију на бочној страни одбране (184 центиметра), стручњаци су, на уласку у први тим Црвене звезде, Терзића оценили као играча са карактеристикама модерног бека, подједнако доброг у фазама напада и одбране и са изразито јаком левом ногом. Услед повреде Милана Гајића и недостатка одговарајућих решења на тој позицији, селектор Горан Ђоровић је Терзића користио на позицији десног бека на последњој утакмици групе Б Европског првенства 2019.

## Статистика

#### Клупска
| Клуб                 | Сезона   | Лига                | Лига    | Лига   | Национални куп | Национални куп | Европа  | Европа | Остало  | Остало | Укупно  | Укупно |
| Клуб                 | Сезона   | Дивизија            | Наступа | Голова | Наступа        | Голова         | Наступа | Голова | Наступа | Голова | Наступа | Голова |
| -------------------- | -------- | ------------------- | ------- | ------ | -------------- | -------------- | ------- | ------ | ------- | ------ | ------- | ------ |
| Графичар (позајмица) | 2017/18. | Српска лига Београд | 10      | 0      | —              | —              | —       | —      | —       | —      | 10      | 0      |
| Црвена звезда        | 2017/18. | Суперлига Србије    | 0       | 0      | 0              | 0              | 0       | 0      | —       | —      | 0       | 0      |
| Црвена звезда        | 2018/19. | Суперлига Србије    | 1       | 0      | 0              | 0              | 0       | 0      | —       | —      | 1       | 0      |
| Црвена звезда        | Укупно   | Укупно              | 1       | 0      | 0              | 0              | 0       | 0      | —       | —      | 1       | 0      |
| Каријера             | Каријера | Каријера            | 11      | 0      | 0              | 0              | 0       | 0      | —       | —      | 11      | 0      |

- Ажурирано 23. јула 2018. године.[23]